# Biblioteka Imeni Lenina
Biblioteka Imeni Lenina (Russisch: Библиотека имени Ленина, Leninbibliotheek) is een station op de Sokolnitsjeskaja-lijn van de Moskouse metro.  Het station is vernoemd naar de voormalige Leninbibliotheek (nu de Russische Staatsbibliotheek). 

## Geschiedenis
Het station is op 15 mei 1935 geopend als een onderdeel van de eerste fase van de metro. Deze omvatte dertien stations, waarvan 10 langs de hoofdlijn tussen Sokolniki en  Tsentralnyi Park Koeltoery i Otdykha imeni Gorkovo en drie langs de zijlijn van Ochotny Rjad naar Smolenskaja. Het station ligt onder de Mochovajastraat parallel aan de oostgevel van de bibliotheek. Het station kreeg aan beide uiteinden van het perron een verdeelhal en een bovengronds toegangsgebouw. Hoewel de stations tegelijk werden gebouwd werd pas in 1937 een doorgang naar station Oelitsa Komintern gebouwd. Hiermee werd het station een van de eerste twee overstapstations van de Moskouse metro. Op 13 maart 1938 werd de splitsing bij Ochotny Rjad opgeheven, zodat er daarna sprake was van een overstap tussen de blauwe en rode lijn. In 1946 volgde een verbouwing en op 5 april 1953 werd de doorgang gesloten en vervangen door een roltrap naar het dieper gelegen Arbarskaja. In 1958 werd de doorgang naar het, inmiddels Kalininskaja genoemde, station hersteld toen de oorspronkelijke zijlijn werd heropend als zelfstandige lijn. Eind februari 1965 werd een extra uitgang via een brug ongeveer in het midden van het perron geopend met een capaciteit van 24.000 reizigers per uur. Hierlangs kunnen de reizigers zowel de uitgang als de stations Arbatskaja en Kalininskaja bereiken. In april volgde een nieuwe kaartverkoop en een voetgangerstunnel met diverse uitgangen rond het naastgelegen kruispunt en een in het Alexanderpark (Aleksandrovski Sad) bij de kassa bij de ingang van het Kremlin. Het toegangsgebouw aan het kruispunt werd toen gesloopt. In 1975 werd begonnen met de aanleg van de Kalininski-radius in het oosten van de stad. Het toenmalige plan omvatte een verbinding van Tretjakovskaja naar de stations rond Biblioteka Imeni Lenina, zodat door aansluiting op lijn 3 of 4 een oost-west lijn zou ontstaan, dit is tot nog toe niet uitgevoerd. In 1984 werd het zuidelijke toegangsgebouw vergroot in verband met de aanleg van de Serpoechovsko-Timirjazevskaja-lijn, hierbij werden vier roltrappen tussen de vergrote verdeelhal en het nieuwe station Borovitskaja. In 1991 is voorgesteld om het station om te dopen in Mochovyjoe.

## Ontwerp en afwerking

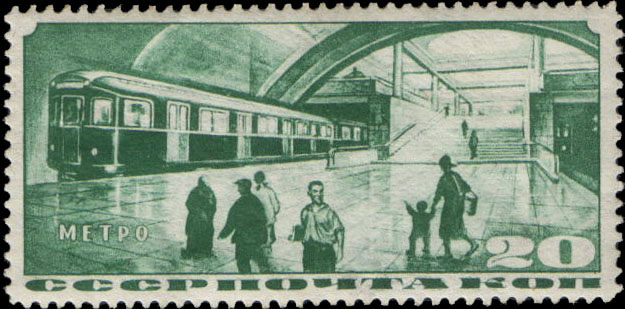
Postzegel uit 1935 met de trap tussen de verdeelhal en het perron

Het station is het eerste enkelgewelfdstation van de Moskouse metro. Om verstoring van het wegverkeer te voorkomen werd het geheel ondergronds gebouwd. Er werd gekozen voor een enkelgewelf gezien de bodemgesteldheid en de beschikbare ruimte. Het gewelf, dat aan de bovenkant is afgedekt met bitumenpapier tegen insijpelend grondwater, werd gemaakt van cement versterkt met een ijzeren raamwerk. De hele ontgraving is slechts 19,8 meter breed en 11,7 meter hoog. Het perron is 160 meter lang en de ruimte tussen het gewelf en het straatoppervlak varieert tussen slechts 2 tot 3,5 meter. De perrons zijn met de respectievelijke verdeelhallen verbonden met een trap tussen de tunnels aan het uiteinde van het perron. De steunbogen van het gewelf bevinden zich achter de verlichting en zijn aan de onderkant bedekt met marmer. De tunnelwanden tussen deze bogen zijn betegeld met gele en zwarte tegels. Naast de lampen aan de steunbogen hangen ook meerdere bolvormige lampen aan het witte cassetteplafond. Het perron is in het verleden zowel bedekt geweest met parket als met asfalt, tegenwoordig bestaan de vloeren uit grijs graniet. De noordelijke verdeelhal is begin jaren 70 van de twintigste eeuw opgesierd met een mozaïek van Lenin van de hand van kunstenaar G.I. Oprysjko. In het marmer dat gebruikt is op de wanden van de verdeelhal zijn fossielen te zien. In zijn boek “vermakende mineralogie” schreef A.E. Fersman over het station: ..en op de trap naar het perron zien we in het rode marmer van de Krim fossielen van slakken en schelpen die leefden in de zeeën in het zuiden die vele miljoenen jaren op de plaats van de Krim en de Kaukasus lagen.      

## Overstappunt

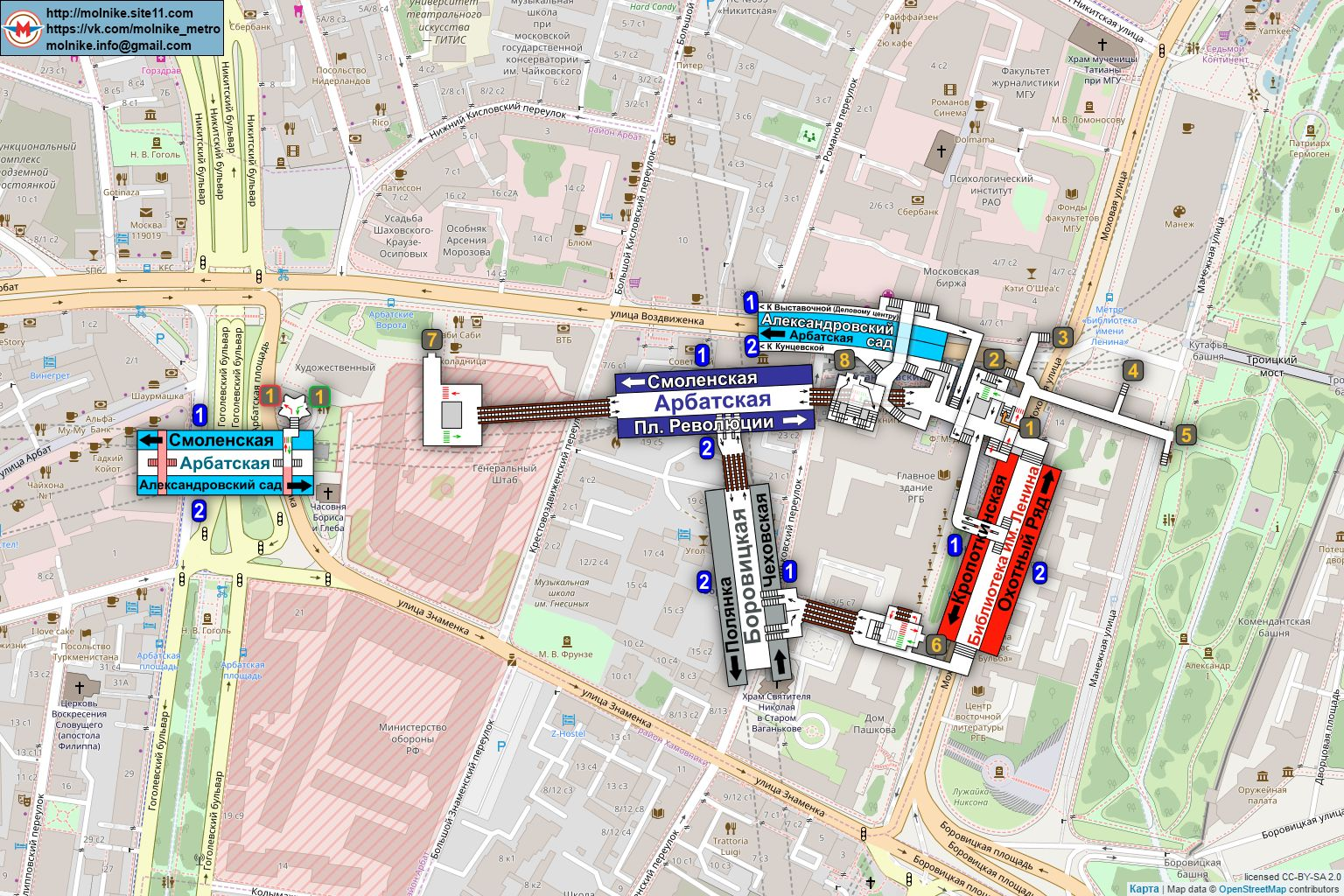
Het stationscomplex, met Biblioteka Imeni Lenina in het rood

Samen met de stations Arbatskaja aan de Arbatsko-Pokrovskaja-lijn, Borovitskaja aan de Serpoechovsko-Timirjazevskaja-lijn en Aleksandrovski Sad aan de Filjovskaja-lijn vormt het station het grootste overstappunt van de Moskouse metro. De overstap tussen Aleksandrovski Sad en Arbatskaja loopt via de noordelijke verdeelhal. Deze verdeelhal biedt eveneens toegang tot het perron van Biblioteka Imeni Lenina terwijl de reizigers vanaf de Sokolnitsjeskaja-lijn via de uitgang in het midden van het perron deze verdeelhal kunnen bereiken. De zuidelijke verdeelhal en het daar, naast de bibliotheek, gelegen toegangsgebouw verwerkt ook de overstappers van en naar Borovitskaja. Formeel is geen van de verdeelhallen onderdeel van het station Biblioteka Imeni Lenina. In 2002 passeerden per toegangsgebouw ongeveer 14.850 reizigers per dag de ingangen van het station. Het aantal overstappers is veel groter, 190.000 voor Borovitskaja, 44.000 voor Arbatskaja en 84.000 voor Aleksandrovski Sad. Het station is voor reizigers geopend tussen 5:30 uur en 01:00 uur, de eerste trein naar het zuiden vertrekt om 5:42 uur, die naar het noorden om 5:56 uur. Tijdens repetities voor en de overwinningsparade zelf kan het station alleen verlaten worden met speciale passen van het Russische ministerie van defensie.  

## Galerij

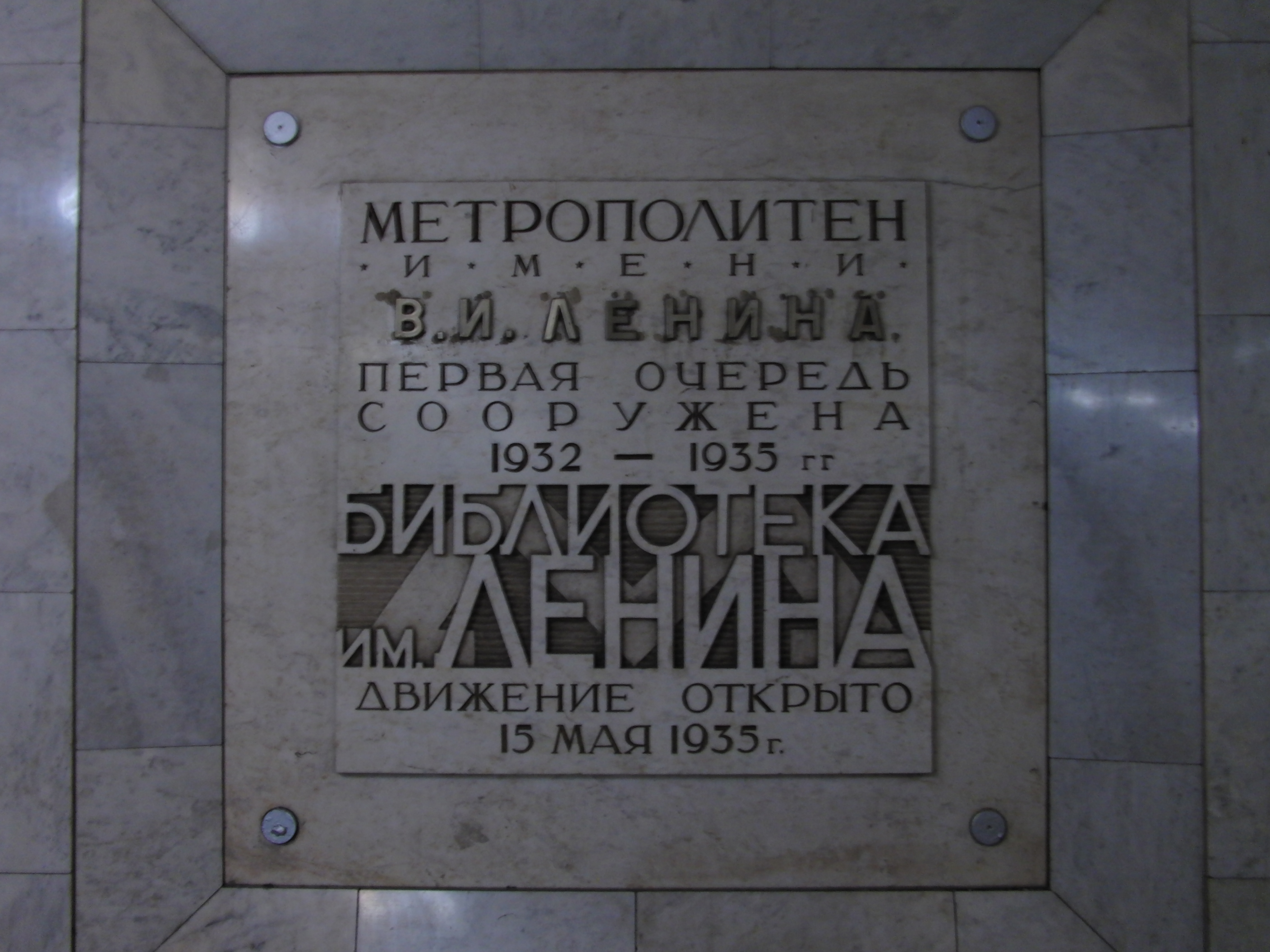
De gedenksteen voor de bouw 1932 - 1935 en de opening op 15 mei 1935
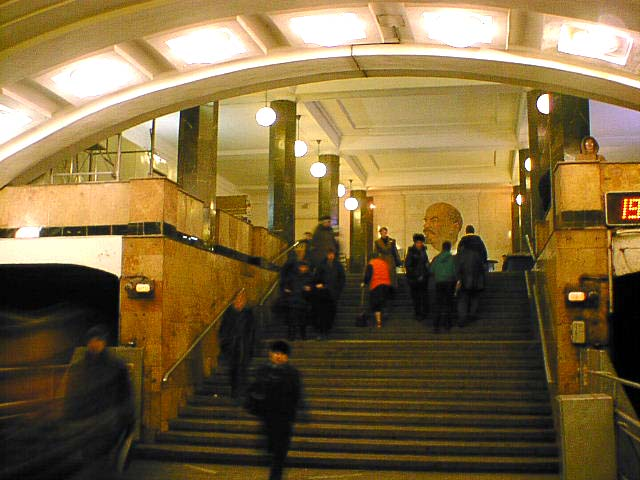
De trap tussen verdeelhal en perron met het mozaïek met Lenin op de achtergrond
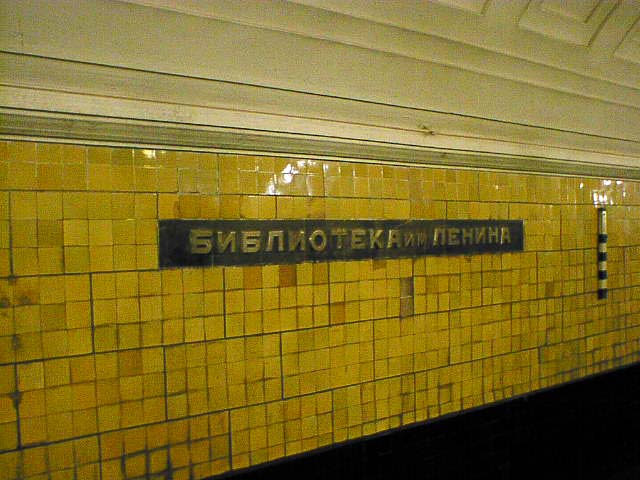
De naam op de tunnelwand